# Teleopsis vadoni
Teleopsis vadoni är en tvåvingeart som först beskrevs av Vanschuytbroeck 1965.  Teleopsis vadoni ingår i släktet Teleopsis och familjen Diopsidae.
Artens utbredningsområde är Madagaskar. Inga underarter finns listade i Catalogue of Life.